# 메러디스 해그너

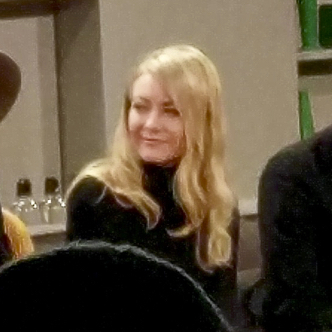

메러디스 해그너(영어: Meredith Hagner, 1987년 5월 31일 ~ )는 미국의 배우이다.
채플힐에서 태어났다.

## 출연 작품
- 호스 걸 (2020년)
- 팜스프링스 (2020년) - 미스티 역
- 더 보이 (2019년) - 메릴리 맥니콜 역
- 상사에 대처하는 로맨틱한 자세 (2018년)
- 당신은 나라를 사랑하는가 (2018년)
- 언프리티 소셜 스타 (2017년) - 샬럿 역
- 스트레인저스 (2016년)
- 서치 파티 (2016년)
- 포크 히어로 & 퍼니 가이 (2016년)
- 어 기프트 랩트 크리스마스 (2015년)
- 크리에이티브 컨트롤 (2015년)
- 이레셔널 맨 (2015년) - 샌디 역
- 위 윌 네버 해브 파리 (2014년)
- 히트 (2014년)
- 아트 머신 (2012년)
- 어웨이크닝 (2011년)
- 라이츠 아웃 (2011년) - 에바 리어리 역
- 고잉 더 디스턴스 (2010년)

### 텔레비전
- 애즈 더 월드 턴즈 (2008-10)
- 로열 페인스 (2009-16)
- 멘 앳 워크 (2012-14)